# Оберг, Инга
Инга Оберг (швед. Inga Åberg; 1773—1837) — шведская актриса и оперная певица. В качестве последней она выступала в Королевской опере в Стокгольме, а в качестве актрисы — в Королевском драматическом театре, в период с 1787 по 1810 год.

## Биография

### Ранняя биография
Инга Оберг была дочерью Йонаса Оберга, лакея при Королевском дворце, и Фредрики Марии Сван. Вполне вероятно, что её бабушкой по отцовской линии была Беата Сабина Строс, первая профессиональная местная актриса сцены. Строс работала горничной в королевском доме до начала её сценической карьеры, а после того, как она вышла замуж за Андерса Оберга и ушла со сцены, и она, и её супруг трудились в королевском доме, но нет доказательств, что Йонас Оберг был их сыном.
И Инга, и её брат Густав Обергссон были признаны красивыми и приняты в качестве студентов во Французский театр Густава III, где она числилась с 1781 по 1787 год. Многие впоследствии знаменитые шведские актёры её поколения проходили обучение у французских сценических артистов Французского театра в Больхусете под руководством Монвеля, среди которых были Мария Франк, Ларс Хьортсберг, которые также выступали в качестве детских актёров в спектаклях.

### Карьера в королевских театрах
Инга Оберг дебютировала в качестве оперной певицы в возрасте 14 лет 31 мая 1787 года в Королевской шведской опере, исполнив роль Ингве во «Фригге». Её следующая роль в «Густаве Адольфе и Эббе Браге» была благосклонно принята шведским королём Густавом III, также являвшимся автором пьесы, и она была официально принята в Королевскую оперу.
В том же году она параллельно работала актрисой в недавно основанном шведском театре Ристель в Больхусете. Когда театр Ристель был преобразован в Королевский драматический театр (1788 год), Инга Оберг была членом его самого первого поколения. Для конца XVIII века не было ничего необычного в том, что артисты сцены работали как в опере в качестве певцов, так и в театре в качестве актёров сцены, при условии, что они имели возможность выступать в обоих качествах.
Ингу Оберг называли одной из самых известных сценических артисток своего поколения в Швеции. Как оперная певица, она позже была признана единственной местной оперной певицей, способной взять любую ноту, после ушедшей со сцены в 1784 году Олин, ЭлизабетЭлизабет Олин и прорывом Жанетт Весселиус в 1800 году, когда оперные звезды были в основном иностранками, такие как Каролина Мюллер, Франциска Штадинг и София Стебновска. Один критик отметил, что она «полностью приобретает характер человека, которого играет», её также хвалили за её многогранность, «энергию и утончённость», грацию и «соблазнительную грациозность». В первом десятилетии XIX века, она была одной из немногих актёров своего поколения, которых суровый критик Клас Ливийн не считал устаревшими.
Её красота привлекала большое внимание, но также считалось, что она оказала негативное влияние на её карьеру. По мнению критиков, она действительно обладала большим природным талантом, но не сумела развить его полностью, потому что ей внушили, что её красоты будет достаточно для успеха, и поэтому она никогда не реализовала своего полного потенциала. Один современный писатель следующим образом отозвался об Инге Оберг: «… она стала бы великой певицей и прекрасной актрисой, если бы её необыкновенная красота не была бы препятствием для её занятий искусством, и она не была бы соблазнена рассматривать её как источник своего достатка, более доходного, но в долгосрочной перспективе не более надёжного, чем искусство». Она часто использовалась в декоративных ролях, была широко известна как куртизанка и позднее служила плохим образцом для подражания для начинающих актрис и певиц. Её брат и коллега Густав Обергссон, сам известный своей красотой и часто используемый в роли любовника, изменил свою фамилию с Оберг на Обергссон, чтобы избежать какой-либо связи с «именем его печально известной сестры».

### Роли
Инга Оберг и Эфросин Лёф были одними из первых известных шведских актрис в Королевской опере, выступивших в брючных ролях, когда у них были две главные мужские партии в «Августе и Теодоре, или двух камердинерах» (швед. August and Theodor eller De bägge kammarpagerna) Кекселя, созданном по мотивам французской театральной комедии, в сезоне 1794—1795 годов. В 1800 году её партия с Ларсом Хьортсбергом в опере Улофа Ольстрёма «Дантист» (швед. Tanddoktorn) имела большой успех, а в 1806 году она исполнила ведущую партию в опере Буальдьё «Калиф Багдадский» со своим братом Густавом Обергссоном и Жанетт Весселиус. В 1796 году она играла с такими известными певцами, как Кристофер Кристиан Карстен, Каролина Халле-Мюллер, Луи Деланд и Карл Стенборг в опере «Караван из Каира» Гретри, поставленной в честь объявления о совершеннолетии молодого короля. В 1810 году она инициировала постановку оперы-буфф со своим участием «Маркиз Тюльпано» Гурбийона в переводе Карла Магнуса Энвальссона на музыку Джованни Паизиелло, в качестве своего бенефиса.

### Поздняя биография
Инга Оберг стала героиней большого скандала, когда торговец-миллионер Холл из Гётеборга, один из богатейших людей Швеции, отдал под её опеку своего сына-подростка Джона Холла с задачей исправить его поведение, наставив его на «путь мира». Это договорённость была оценена как очень странная для того общества и привлекла к себе большое внимание. Инга Оберг, принявшая это предложение, предъявляла Холлу большие счета для оплаты в то время, когда его сын находился на её попечении, которые не вызывали у него возражений, вместо этого он рассматривал их как доказательство высокого качества попечения, которое она оказывала его сыну. Затем Инга Оберг покинула Швецию и свою карьеру в опере переехала в Санкт-Петербург, в Россию, вместе со своим молодым подопечным Джоном Холлом. Тот в конце концов вернулся в Швецию один и назвал Оберг «хитрой авантюристкой».
После возвращения в Швецию из России и ухода из Королевской шведской оперы и Королевского драматического театра Инга Оберг активно участвовала в различных передвижных театральных труппах, гастролировавших по Швеции и Финляндии. Среди них была и театральная труппа её брата. В 1816-17 годах она и её дочь, как известно, были членами театральной труппы Иоганна Антона Линдквиста, где ей все ещё давали хорошие критические оценки как трагику и описывали как обладающую «свежей и весёлой натурой». В 1825 году она, как известно, исполнила партию Елизаветы напротив Марии Сильван в «Марии Стюарт» Шиллера в Або в Финляндии. Последние годы своей жизни она провела с дочерью в Гётеборге, где давала уроки танцев детям из высших слоёв городской элиты.
Инга Оберг никогда не была замужем, но у неё была дочь Вендла Оберг от дворянина и придворного Карла Густава фон Стоккенстрёма. Её дочь получила образование в области танцев и была успешной танцовщицей Гётеборгского театра Комедиехусет и самым модным преподавателем танцев в городе ещё в 1850-х годах.